# Jamesonia retrofracta
Jamesonia retrofracta là một loài dương xỉ thuộc họ Pteridaceae. Loài này được (Grev. & Hook.) A. Rojas mô tả khoa học năm 2017.